# West Palm Beach
West Palm Beach é uma cidade localizada no estado americano da Flórida, no condado de Palm Beach, do qual é sede. Foi incorporada em 5 de novembro de 1894. É servida pelo Aeroporto Internacional de Palm Beach.

## Geografia
De acordo com o United States Census Bureau, a cidade tem uma área de 150,3 km², onde 143,2 km² estão cobertos por terra e 7,1 km² por água.

### Localidades na vizinhança
O diagrama seguinte representa as localidades num raio de 8 km ao redor de West Palm Beach.

## Demografia
Segundo o censo nacional de 2010, a sua população é de 99 919 habitantes e sua densidade populacional é de 697,8 hab/km². É a localidade mais populosa do condado de Palm Beach. Possui 54 179 residências, que resulta em uma densidade de 378,3 residências/km².